# St. Nikolaus (Sainbach)

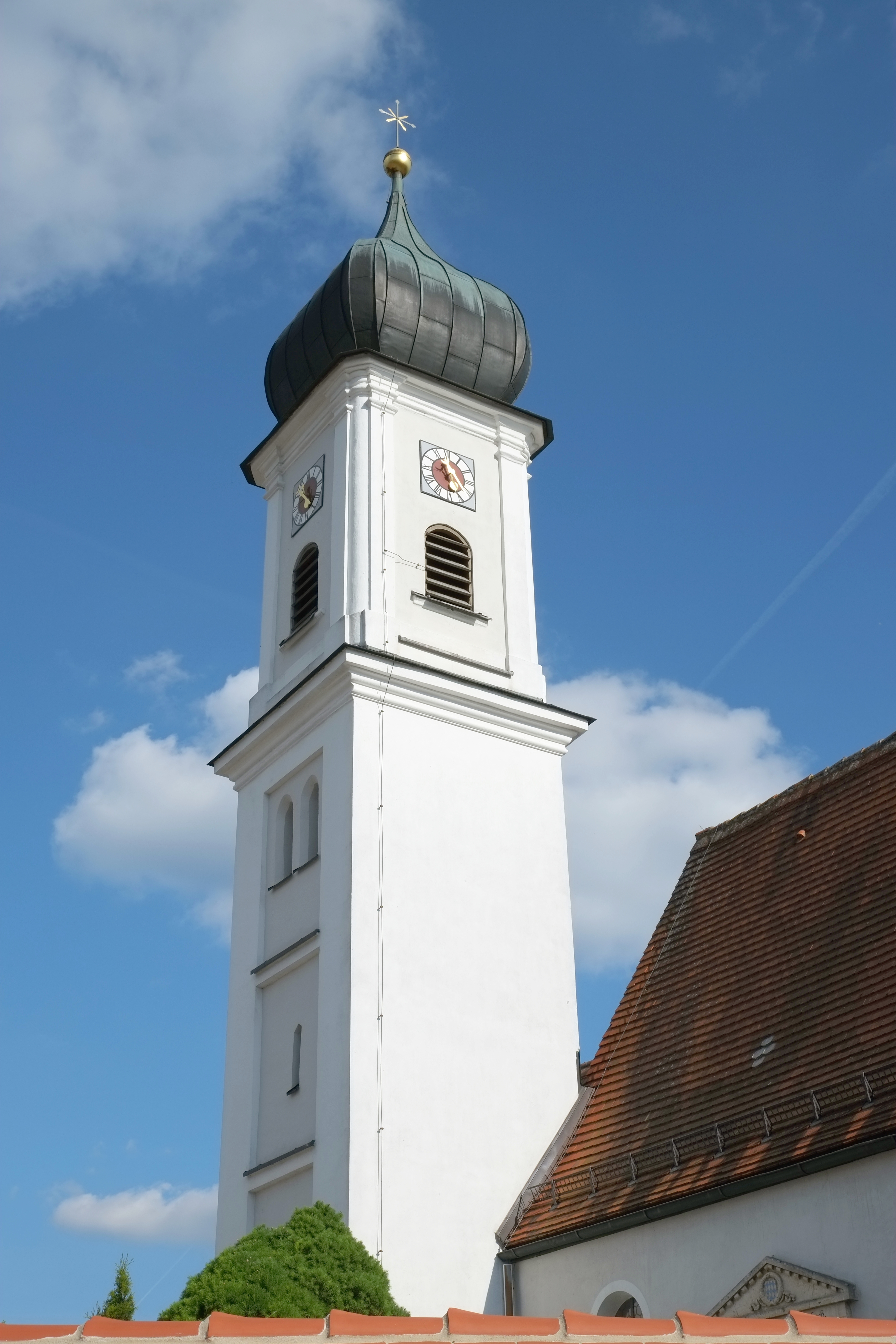
St. Nikolaus mit nördlichem Zwiebelturm in Sainbach

Die römisch-katholische Pfarrkirche St. Nikolaus ist ein Baudenkmal in Sainbach bei Inchenhofen.

## Geschichte
Vermutlich um 1100 wurde vom ortsansässigen Adel eine Kapelle gestiftet. Eine Pfarrei Sainbach wird erstmals im frühen 15. Jahrhundert genannt. Der gotische Chor entstand Mitte des 15. Jahrhunderts; das Langhaus der Saalkirche ist aus dem 18. Jahrhundert und wurde 1883 nach Westen verlängert. 1843 wurden die Altäre und die Orgel neu gefasst. Auch später fanden mehrere Restaurationen statt.

## Baubeschreibung
St. Nikolaus ist ein flachgedeckter Saalbau mit eingezogenem, dreiseitig geschlossenem Chor unter einer Stichkappentonne. Der Turm im nördlichen Winkel hat einen quadratischen Grundriss und einen durch Pilaster gegliederten Aufsatz mit Zwiebelhaube.

## Kirchenausstattung

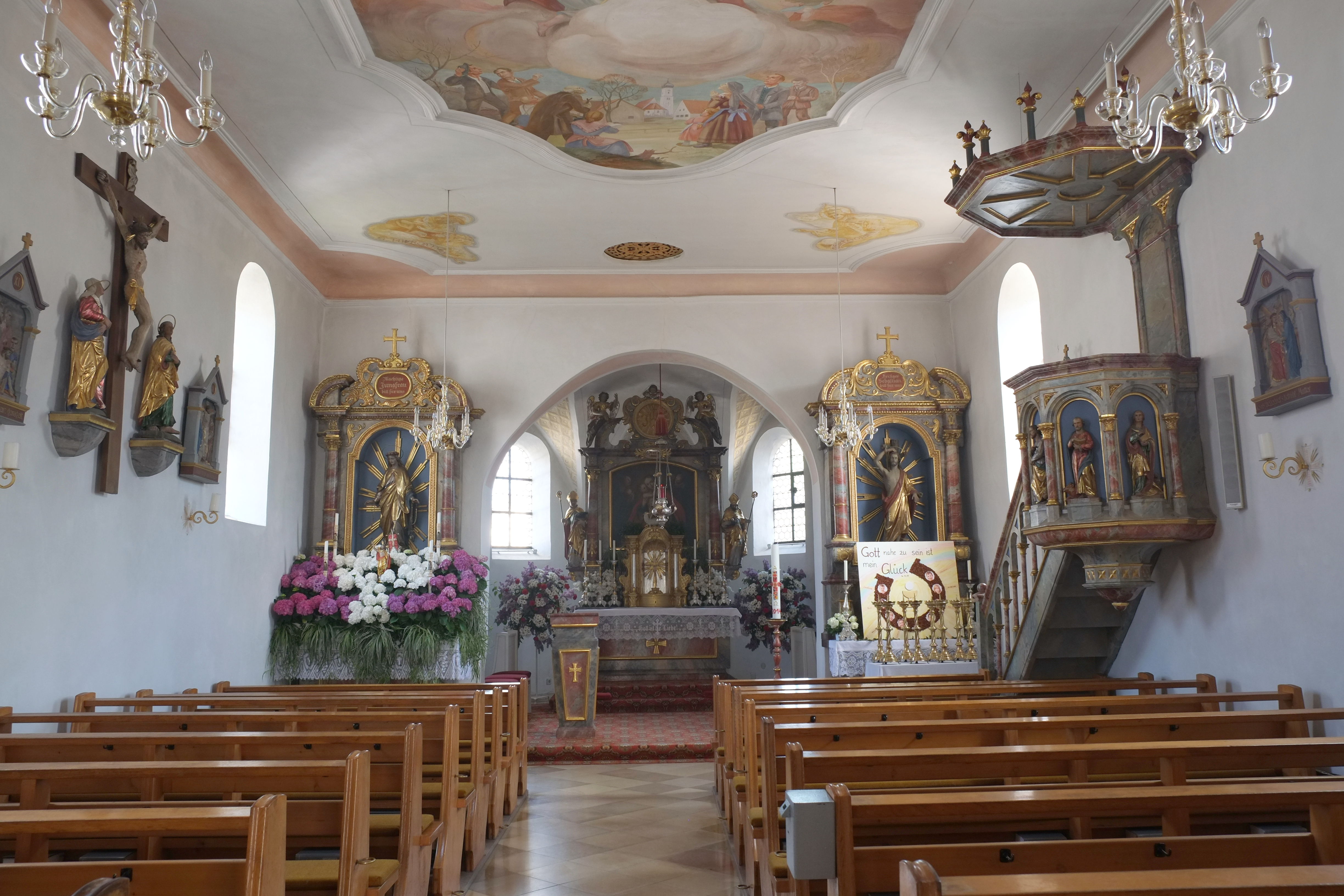
Innenraum

Auf dem neubarocken Hochaltar (1935/36) findet sich eine Kopie des Maria-Hilf-Bildes im Innsbrucker Dom. Die Figuren daneben stellen den heiligen Ulrich (Bistumspatron) und den heiligen Nikolaus (Kirchenpatron) dar. Erstere ist spätgotisch, letztere barock. Die Seitenaltäre sind der Unbefleckten Empfängnis und dem heiligen Sebastian geweiht. Das Deckengemälde im Langhaus ist aus den 1950er Jahren und zeigt den heiligen Nikolaus über Gläubigen und der Pfarrei Sainbach. In den Ecken der Kirchendecke sind die abendländischen Kirchenväter Augustinus, Ambrosius, Hieronymus und Gregor der Große dargestellt.

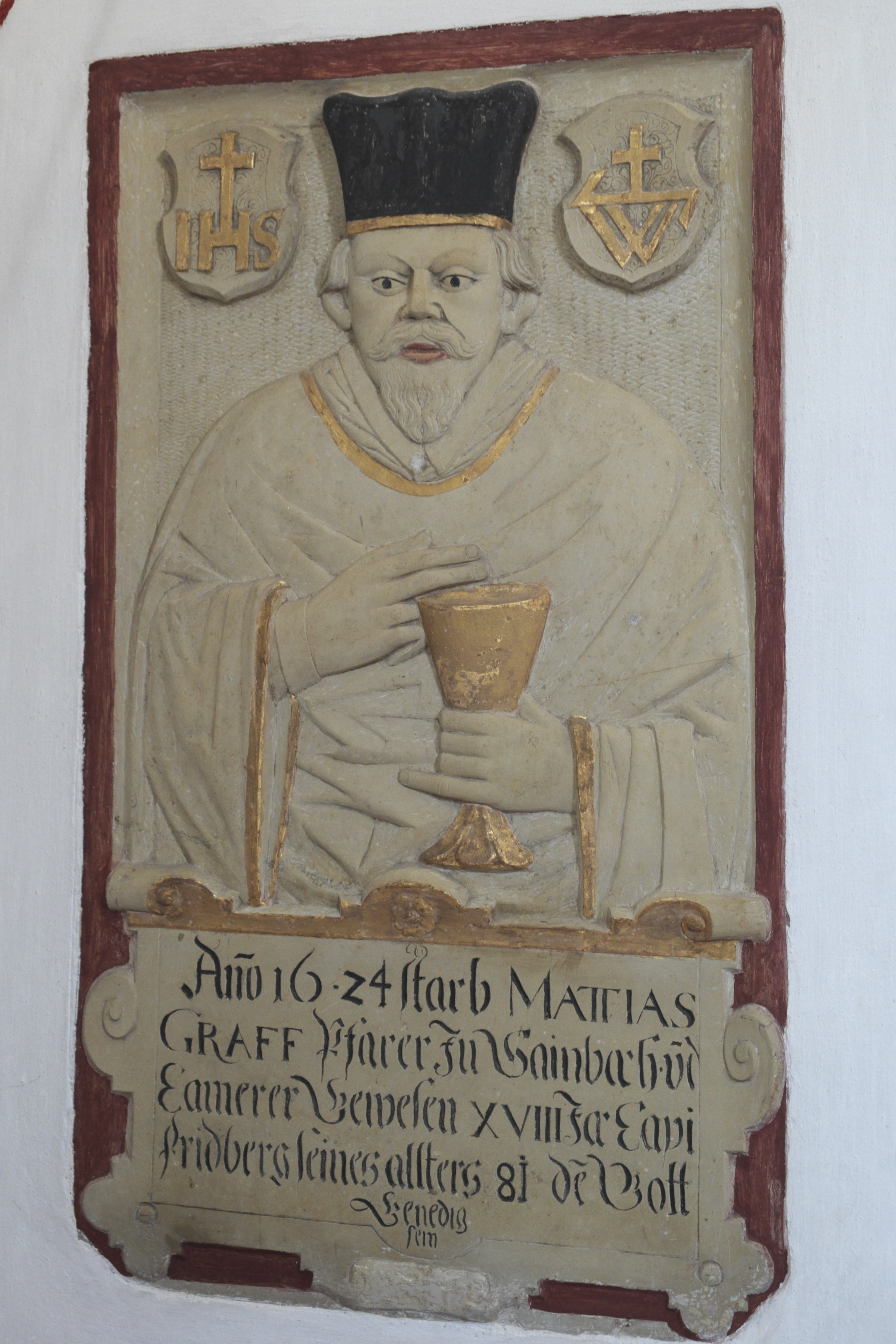
Epitaph für Matthias Graff

Ein Epitaph aus Stein für den Pfarrer Matthias Graff († 1624) ist bemalt und vergoldet. Der Verstorbene ist in einem Halbfigurenrelief mit einem Kelch in der Hand und einem Birett auf dem Kopf dargestellt. Die Inschrift lautet: 

„Anno 1624 starb MATTIAS GRAFF Pfarrer zu Sainbach und Camerer gewesen XVIII Jar ... seines Allters 81 dem Gott genedig sein“